# Clarens (Vaud)

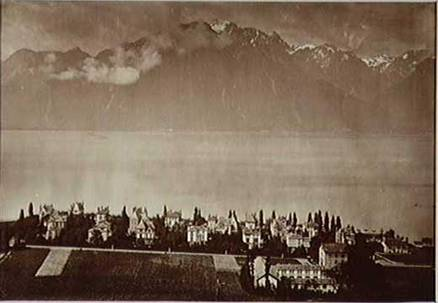
Clarens alrededor de 1882.

Clarens es una pequeña villa del municipio de Montreux, vecina al lago Lemán, en el cantón de Vaud, en Suiza.
Aquí el compositor ruso Igor Stravinsky escribió sus ballets La consagración de la primavera y Pulcinella, y Piotr Ilich Chaikovski escribió el Concierto para violín en Re Mayor en marzo de 1878.
Aquí murió en 1904 el héroe de la independencia de Sudáfrica, Paul Kruger.
El geógrafo y teórico anarquista Élisée Reclus residió en Clarens entre 1875 y 1891.
También residió en sus últimos años de vida el economista neoclásico León Walras (conocido por su teoría del equilibrio general), catedrático emérito de la Universidad de Lausan, que murió en Clarens el 4 de enero de 1910.
Cuenta con una estación ferroviaria, la estación de Clarens, donde efectúan parada trenes de cercanías de la red 'RER Vaud'.